# Teramo Calcio 1977-1978
Questa pagina raccoglie le informazioni riguardanti il Teramo Calcio nelle competizioni ufficiali della stagione 1977-1978.

## Rosa
| N. |                   | Ruolo | Calciatore              |
| -- | ----------------- | ----- | ----------------------- |
|    | Italia (bandiera) | A     | Giuseppe Abbrugia       |
|    | Italia (bandiera) | P     | Riccardo Budoni         |
|    | Italia (bandiera) | C     | Giuliano De Bernardinis |
|    | Italia (bandiera) | C     | Bartolomeo Di Renzo     |
|    | Italia (bandiera) | D     | Ferruccio Erbacci       |
|    | Italia (bandiera) | D     | Francesco Esposito      |
|    | Italia (bandiera) | D     | Felice Garzilli         |
|    | Italia (bandiera) | A     | Crescenzo Izzo          |
|    | Italia (bandiera) | C     | Patrizo Minozzi         |
|    | Italia (bandiera) | D     | Marcello Nicolucci      |

| N. |                   | Ruolo | Calciatore          |
| -- | ----------------- | ----- | ------------------- |
|    | Italia (bandiera) | D     | Sergio Paolinelli   |
|    | Italia (bandiera) | A     | Danilo Pelliccia    |
|    | Italia (bandiera) | C     | Bruno Piccioni      |
|    | Italia (bandiera) | D     | Luigi Pierleoni     |
|    | Italia (bandiera) | A     | Giancarlo Pulitelli |
|    | Italia (bandiera) | D     | Giorgio Sabbadin    |
|    | Italia (bandiera) | C     | Maurizio Simonato   |
|    | Italia (bandiera) | A     | Leo Spina           |
|    | Italia (bandiera) | P     | Eugenio Zecchina    |